# فارمانیاگا
فارمانیاگا (انگلیسی: Pharmaniaga) شرکت داروسازی مالزیایی است، که در سال ۱۹۹۴ تأسیس شد.